# Insuliectinus
Insuliectinus is een geslacht van kevers uit de familie  
kniptorren (Elateridae).
Het geslacht is voor het eerst wetenschappelijk beschreven in 1984 door Kishii.

## Soorten
Het geslacht omvat de volgende soort:
- Insuliectinus amami Kishii, 1984